# Emanuel Roiński
Emanuel Roiński (ur. 1835, zm. 7 kwietnia 1904) - adwokat, prezes Izby Adwokackiej we Lwowie, ziemianin, działacz społeczny i gospodarczy.   

## Życiorys
Ukończył studia na wydziale prawa uniwersytetu we Lwowie z tytułem dr praw. Adwokat, od 1863 prowadził kancelarię we Lwowie wraz z Natanem Loevensteinem. Współcześni uważali ją za jedną z najrentowniejszych i najdystyngowańszych kancelarii lwowskich. W latach 1863–1904 był adwokatem w Sądzie Krajowym we Lwowie. Członek 1876-1877) i drugi wiceprezes (1884-1889) pierwszy wiceprezes (1890-1896) i prezes (1897-1903) Wydziału Izby Adwokackiej we Lwowie. oraz członek jej Rady Dyscyplinarnej (1874-1879).  Członek państwowej komisji egzaminacyjnej zawodów sądowniczych we Lwowie (1878-1892). Był uznawany za seniora palestry lwowskiej i jednego z najbardziej wpływowych adwokatów stolicy Galicji. Przez wiele lat toczył długotrwały spór z innym znanym adwokatem lwowskim Felicjanem Jackowskim (którego pozbawił uprawnień adwokackich) prowadzącemu zaciekłą kampanię przeciwko Roińskiemu jako prezesowi Izby Adwokackiej. Spór znalazł swój polubowny koniec w procesie jaki wytoczył Roiński swojemu przeciwnikowi wspieranemu przez Ernesta Breitera, 
Członek Krajowej Rady Kolejowej (1899-1903). Asesor w zarządzie Galicyjskiego Zakładu dla Ociemniałych we Lwowie (1875-1902). Dyrektor, od 1886 naczelny dyrektor Galicyjskiej Kasy Oszczędności we Lwowie (1877-1891) Był świadkiem w procesie dyrektora kasy Franciszka Zimy w 1899. Członek rady  Towarzystwa Galicyjskiej Kasy Oszczędności (1900-1903). Członek rady nadzorczej Galicyjskiego Zakładu Kredytowego dla Włościan we Lwowie (1878-1879) oraz rady nadzorczej Banku Hipotecznego we Lwowie (1892-1903).
Ziemianin, właściciel dóbr Teleśnica Sanna (1882-1904) i Sokole (1882-1904) w pow. leskim. W 1908 jego spadkobiercy sprzedali Teleśnicę Sanną Julianowi Timoftewiczowi. Kancelarię lwowską i dobra Sokole odziedziczył średni syn Emil. Członek oddziału lwowskiego (1872-1887) Galicyjskiego Towarzystwa Gospodarskiego. Działacz i członek Komitetu GTG (18 czerwca 1875 - 10 lipca 1883).

## Rodzina
Ożenił się z Ksawerą z Kralów. Mieli trzech synów: oficerów marynarki wojennej kapitana Alberta (1875-po 1939) i komandora porucznika Jana (1878-1942) oraz adwokata lwowskiego Emila Karola   